# Afloramento (oceanografia)
O afloramento ou ressurgência (ou exsurgência ou surgência) é um fenômeno oceanográfico que consiste na subida de águas subsuperficiais, muitas vezes ricas em nutrientes, para camadas de água superficiais no oceano. Essas regiões têm, em geral, alta produtividade primária e importância comercial para a pesca. A ressurgência é um tipo de movimento vertical da água induzido pelo movimento horizontal de massas de água gerado pelo vento (transporte de Ekman). O movimento oposto à ressurgência é denominado de subsidência, que é o deslocamento de água superficial para camadas subsuperficiais.

## Explicação física do fenômeno
O fenômeno de ressurgência é uma consequência da interação entre três forçantes físicas: vento superficial, efeito de Coriolis e transporte de Ekman.

### Efeito de Coriolis
O efeito de Coriolis é um efeito aparente que altera a direção de deslocamento intencional de um corpo em movimento.[carece de fontes?] Ele é ocasionado pelo movimento de rotação da Terra e sua forma esférica, onde em diferentes latitudes há diâmetros distintos que completarão uma volta no mesmo período de tempo. Desta forma, a velocidade de deslocamento em um ponto no equador (diâmetro máximo da Terra) é maior que em um ponto próximo a latitudes polares. Em oceanografia, esse efeito é responsável pela deflexão (desvio) do transporte das camadas de água à direita do sentido de deslocamento do vento no hemisfério norte e à esquerda no hemisfério sul.

### Transporte de Ekman
Quando aplicado a camadas de água sob influência de vento superficial, o efeito de Coriolis promove o deslocamento de água superficial com uma deflexão de 45° em relação ao sentido de deslocamento do vento. A velocidade de deslocamento da água será mais lenta que a velocidade do vento. Em direção ao fundo do oceano, cada camada de água é deslocada com velocidade mais lenta do que a camada sobrejacente. Também seu sentido de deslocamento é desviado em relação ao sentido de deslocamento da camada imediatamente acima. Em teoria, há a formação de uma espiral conhecida como espiral de Ekman. Na prática, o deslocamento da massa de água ocorre de forma diferente. Em condições ideais, esse deslocamento resultante do acúmulo de deslocamento e atrito entre as camadas de água seria igual a 90° em relação ao sentido original de deslocamento do vento sobre a superfície da água. Porém, resultados práticos mostram que o transporte de Eckman desvia-se do ângulo de 90° e normalmente apresenta um desvio menor que 90°.[carece de fontes?]
Com estes conceitos fica mais claro a compreensão  que a ressurgência equatorial ocorre em função do deslocamento dos ventos na superfície das águas equatoriais, onde as camadas de águas abaixo destas serão deslocadas parte a 90o a direita (hemisfério norte) e parte a 90o esquerda (hemisfério sul). Apesar de na teoria o Efeito de Coriolis ser quase nulo no equador, este ainda é observado. A ressurgência costeira pode ser efeito de ventos que surgem da costa, ou que se deslocam paralelo a esta, quando o transporte de Ekman tiver direção para fora da costa, a massa de água superficial adjacente a costa será  movida em direção ao oceano, causando uma diferença da pressão hidrostática que favorece o afloramento de uma massa de água profunda que ressurge próxima à costa. 

## Tipos de ressurgência

### Ressurgência costeira

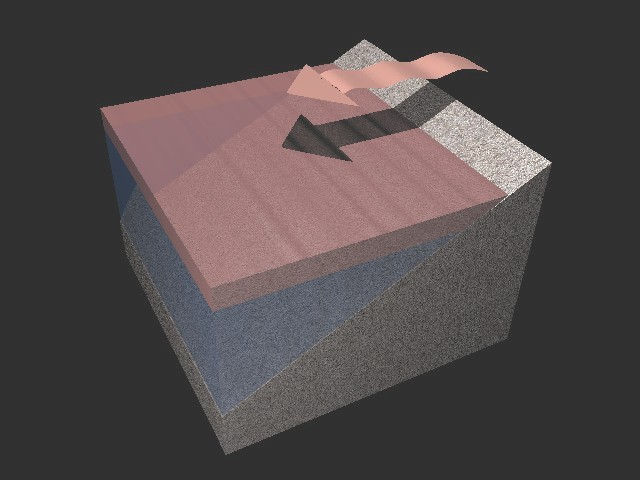
O vento empurra a camada superior

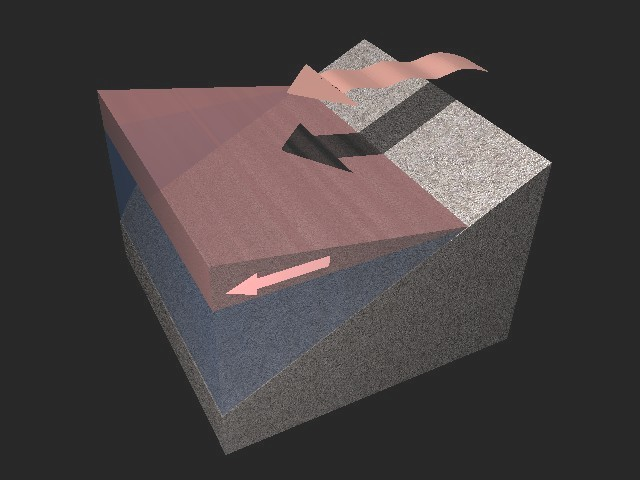
Com a maré baixa, a camada inferior se aproxima da superfície

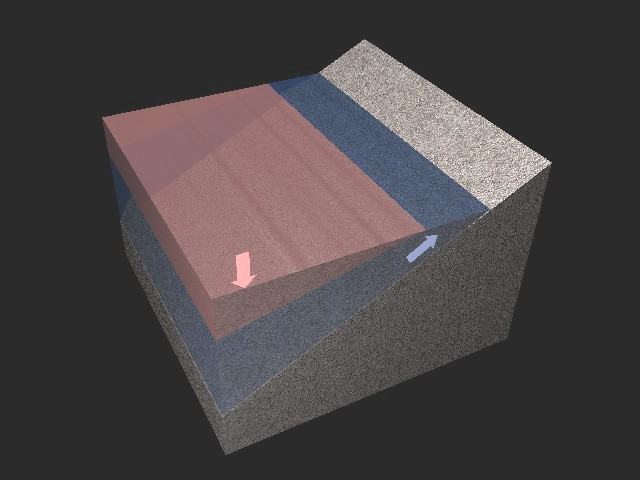
As aguas profundas chegam a superfície

A forma mais comum de ressurgência ocorre quando ventos persistentes sopram paralelamente à costa e o transporte de Eckman desloca a água superficial em direção ao largo. Isso diminui a pressão hidrostática junto à costa. Como não existe água superficial adjacente para substituir a massa de água deslocada, camadas de água mais fundas (isto é, subsuperficiais) e ricas em nutrientes emergem ou “ressurgem” (daí vem o nome ressurgência). Este fenômeno ocorre principalmente na costa oeste subtropical dos continentes. Nas regiões tropicais e subtropicais, como a incidência de luz solar é mais intensa, existe a presença de uma termoclina rasa. Nessas regiões, água mais fria e rica em nutrientes encontra-se logo abaixo da termoclina. Logo, uma ressurgência mesmo que menos intensa traz com facilidade água rica em nutrientes para a superfície, tendo efeito mais evidente na produção primária local do que em outras regiões do globo.[carece de fontes?] Em latitudes temperadas, apesar de também existir ressurgência costeira, ela traz água menos rica em nutrientes quando comparada à camada superficial que foi deslocada pelo vento, pois a termoclina nessas regiões é mais profunda.
Além do vento causar o deslocamento de água costeira, na costa oeste dos continentes há a presença das correntes de contorno leste oriundas de regiões polares. Essas correntes transportam água fria e rica em nutrientes, favorecendo uma ressurgência intensa já que a concentração de nutrientes na massa de água está relacionada ao seu local de formação e determinará a sua produtividade depois de aflorada.

### Ressurgência equatorial
O efeito de Coriolis é muito fraco no equador geográfico, mas ainda assim deflete levemente água em direção aos polos. Na região equatorial predominam os ventos alísios de nordeste no hemisfério norte e os alísios de sudeste no hemisfério sul. Nessa região, o efeito de Coriolis deflete o movimento da massa de água superficial para direita no hemisfério norte e para a esquerda no hemisfério sul. Isso caracteriza a região equatorial como uma zona de divergência de massas de água superficiais que são substituídas por águas provenientes de camadas mais fundas. Este fenômeno é conhecido como ressurgência equatorial. A água trazida de camadas de água abaixo da termoclina/picnoclina são normalmente ricas em nutrientes, que é o principal fator limitante da produção primária nas regiões tropicais.[carece de fontes?]             
A ressurgência equatorial é observada nos três oceanos, tendo maior magnitude no Pacifico.[carece de fontes?] A ressurgência observada no Pacífico equatorial tem diferentes efeitos na produção biológica local quando compara-se suas porções leste e oeste. O fluxo constante de água que se desloca de leste para oeste torna a termoclina mais profunda no Pacífico oeste (80 metros) do que no Pacífico leste (10-20 m).[carece de fontes?] Desta forma, as águas que ressurgem no Pacífico oeste vêm de camadas de água acima da termoclina e, portanto, as concentrações de nutrientes não são muito diferentes em relação à camada de água superficial. Então, apesar de haver ressurgência na porção oeste do Pacífico equatorial, ela não é refletida de maneira significativa na produção primária local.[carece de fontes?]

### Ressurgência antártica
No Oceano Austral existe as derivas dos ventos leste e oeste. A deriva do vento leste é uma corrente que passa próximo ao continente antártico, gerando transporte de água superficial em direção à costa. Mais ao largo, há a deriva do vento oeste que é uma corrente que gera transporte de água para o norte. Entre essas duas correntes surge uma zona de divergência de massas de água caracterizada por uma forte ressurgência conhecida como ressurgência antártica. Esta torna o Oceano Austral muito produtivo nos meses de verão.[carece de fontes?]

### Outros tipos de ressurgência
Fenômenos de ressurgência menos intensos, mas com importância local, ocorrem em regiões de divergência de outras correntes marinhas ou devido à existência de vórtices e montes submarinos. Ressurgências ocasionadas por icebergs também já foram relatadas no Mar de Weddell (Oceano Austral), onde o aporte de nutrientes a partir do derretimento de icebergs pode ser um fator importante para a produção primária local. O deslocamento de icebergs deixa um rastro de nutrientes por onde passa.

## Influência da geomorfologia
A geomorfologia do fundo do oceano pouco afeta a ressurgência equatorial. Já a linha de costa, tipo de margem continental e seu talude influenciam a magnitude da ressurgência costeira.[carece de fontes?] Um talude de maior extensão e declividade baixa faz com que a massa de água que irá ressurgir consiga penetrar mais na plataforma continental e emergir de forma mais intensa.[carece de fontes?] A presença de ilhas, montes submarinos e platôs submarinos causam o chamado “efeito-ilha”, uma barreira física no fundo do oceano. Essa barreira orográfica faz com que uma corrente que se desloca sub-superficialmente esbarre nas laterais da mesma. A consequência é que a corrente tende a aflorar de maneira turbulenta, trazendo para a superfície águas de camadas mais fundas e ricas em nutrientes.[carece de fontes?]

## Distribuição espacial

### Mundial
A ressurgência equatorial é encontrada na região equatorial de todo o globo, sendo mais intensa no Oceano Pacifico. Outra forte ressurgência causada por divergência de correntes ocorre no Oceano Austral. A combinação de fatores como orientação da costa, regime de ventos e correntes superficiais levou à formação de quatro grandes regiões de ressurgência costeira no oceano global. Estas regiões situam-se tipicamente nas costas ocidentais dos continentes. Na África há duas importantes áreas de ressurgência costeira: uma no Atlântico Norte ao largo da Mauritânia e outra no Atlântico Sul ao largo da Namíbia.[carece de fontes?] Elas estão associadas à corrente das Canárias e corrente de Benguela, respectivamente. No continente americano há uma forte ressurgência costeira no Pacífico Norte ao largo da Califórnia e outra no Pacífico Sul ao largo do Chile e do Peru.[carece de fontes?] Estas ressurgências estão associadas à corrente da Califórnia e corrente do Peru (ou Humboldt), respectivamente. Embora as ressurgências costeiras sejam mais comuns nas margens orientais dos oceanos, elas também são encontradas ocasionalmente em outras partes do mundo com abrangência e importância econômica relativamente reduzidas. Exemplos dessas áreas incluem os sistemas de ressurgência de verão encontrados em Nova Scotia (Canadá), no Cabo Finisterre (noroeste da Espanha) e na Somália (Oceano Índico).[carece de fontes?]

### Brasil
No Brasil há uma área de ressurgência costeira que estende-se desde o sul de Arraial do Cabo (Rio de Janeiro) até o limite sul do Parcel de Abrolhos (Bahia).[carece de fontes?] Na região de Arraial do Cabo a ressurgência é de maior magnitude e, portanto, mais conhecida e estudada. Nesta região, a ressurgência é observada no fim da primavera e durante o verão, época em que a Água Central do Atlântico Sul (ACAS) aproxima-se da costa e invade a plataforma continental.[carece de fontes?] Durante o inverno essa massa de água recua da costa e fica restrita a profundidades maiores. Três principais fatores favorecem a ressurgência da Água Central do Atlântico Sul próximo à costa: (1) a topografia do litoral; (2) a posição do núcleo da Corrente do Brasil que se afasta ao largo durante a primavera e o verão; e (3) o regime de ventos dominantes nos períodos da primavera e verão que empurra as águas superficiais quentes da plataforma continental em direção ao largo.[carece de fontes?] Este padrão inverte-se durante a passagem de frentes frias provenientes do sul, que são mais frequentes durante o outono e o inverno e não favorecem a ressurgência costeira local.[carece de fontes?]

## Nutrientes e produção primária
A disponibilidade de luz nas camadas superficiais faz com que o fitoplâncton se concentre neste estrato da coluna de água, onde as concentrações de nutriente geralmente são baixas devido à sua constante utilização pelo fitoplâncton. A produtividade das camadas de água superficiais depende bastante de processos físicos responsáveis pelo reabastecimento de nutrientes (principalmente nitrogênio e fósforo). Fenômenos de ressurgência são considerados importantes mecanismos para estimular a produção nova, que é a fração da produção primária que utiliza nitrogênio na forma de nitrato (transportado de camadas mais fundas). Através da ressurgência, os nutrientes existentes nessas águas mais fundas chegam à zona eufótica e promovem o desenvolvimento do fitoplâncton que, por sua vez, constitui a base da cadeia alimentar no oceano. O fitoplâncton serve de alimento ao zooplâncton e outros organismos marinhos, favorecendo as atividades de pesca. 

## Importância econômica
A alta produtividade primária estimulada pelo elevado aporte de nutrientes em áreas de ressurgência está diretamente relacionada a uma alta produção de pescado. Em diversos casos, a principal atividade econômica em regiões onde existe ressurgência costeira é a atividade pesqueira.[carece de fontes?] Apesar de representarem 1% da superfície do oceano, as áreas de ressurgência provêm de 40% a 50% da biomassa de pescado extraído do mar anualmente.[carece de fontes?] As ressurgências costeiras são as que mais contribuem para esses valores. Em 1971, a produção de pescado foi estimada em mais de 26 milhões de toneladas de sardinhas na costa oeste da África, mais de 12 milhões de toneladas de anchovetas na costa do Peru e mais de 5 milhões de toneladas de anchovas na costa da Califórnia.[carece de fontes?] A produção pesqueira em áreas de ressurgência equatorial também é importante. Apesar das áreas de ressurgência no Pacífico equatorial apresentarem produtividade pesqueira dez vezes menor que aquela encontrada na costa do Peru, elas têm importante contribuição para a produção global de pescado devido a extensa área ocupada.[carece de fontes?]

## Indicadores biológicos
A elevada produção primária em regiões equatoriais oceânicas é um indicador da existência de ressurgência, visto que o aporte de nutrientes de subsuperfície é fundamental para estimular a produção primária nessas áreas. Estudos recentes têm apontado a ocorrência de ressurgências fracas através da presença de bioindicadores.[carece de fontes?] Neste caso, espécies de organismos marinhos (ex.: zooplâncton) típicas de águas profundas são encontradas em águas rasas próximas a ilhas, como o Arquipélago de São Pedro e São Paulo.

## Indicadores geológicos
O tipo de sedimento encontrado no fundo do oceano pode ser um indicativo da presença de áreas de ressurgência na coluna de água sobrejacente. Entre os componentes geoquímicos do sedimento marinho, aquele de origem biogênica (isto é, formado a partir de material produzido por organismos planctônicos marinhos) pode ser utilizado como indicador de áreas de ressurgência. No assoalho marinho sob áreas de ressurgências equatorial e costeira é comum que sejam encontradas vazas silicosas formadas por carapaças de radiolários.[carece de fontes?] Nas áreas de ressurgência antártica, a alta produção primária na superfície é evidenciada pelos extensos depósitos de vazas silicosas no sedimento do Oceano Austral, formadas principalmente por carapaças de diatomáceas.[carece de fontes?]